# DiEversity
| Оценки критиков | Оценки критиков                                                          |
| Источник        | Оценка                                                                   |
| --------------- | ------------------------------------------------------------------------ |
| Soundi          | 4 из 5 звёзд · 4 из 5 звёзд · 4 из 5 звёзд · 4 из 5 звёзд · 4 из 5 звёзд |

DiEversity — четвертый студийный альбом финской готик-метал группы Entwine, выпущенный 29 марта 2004 года на звукозаписывающем лейбле Spinefarm Records.

## Список композиций
| №                   | Название                | Длительность |
| ------------------- | ----------------------- | ------------ |
| 1.                  | «2/4/943» (интро)       | 0:04         |
| 2.                  | «Bitter Sweet»          | 2:40         |
| 3.                  | «Someone to Blame»      | 3:11         |
| 4.                  | «Bleeding for the Cure» | 3:12         |
| 5.                  | «Still Remains»         | 3:53         |
| 6.                  | «Frozen by the Sun»     | 3:13         |
| 7.                  | «Six Feet Down Below»   | 3:43         |
| 8.                  | «Refill My Soul»        | 4:22         |
| 9.                  | «Everything for You»    | 6:05         |
| 10.                 | «Nothing's Forever»     | 4:11         |
| 11.                 | «Lost Within»           | 8:23         |
| Общая длительность: | Общая длительность:     | 43:03        |

## Участники записи

### Состав группы
- Мика Тауриайнен (фин. Mika Tauriainen) — вокал.
- Том Миккола (фин. Tom Mikkola) — гитара.
- Яани Кяхкёнен (фин. Jaani Kähkönen) — гитара.
- Йони Миеттинен (фин. Joni Miettinen) — бас-гитара.
- Аксу Хантту (фин. Aksu Hanttu) — ударные.
- Риитта Хейкконен (фин. Riitta Heikkonen) — клавишные, вокал.

## Позиции в чартах
| Чарт (2004)                         | Наивысшая позиция |
| ----------------------------------- | ----------------- |
| Финляндия (Suomen virallinen lista) | 11                |